# Jens Christian Gjesing
Jens Christian Gjesing (født 27. juni 1948) er en dansk politiker, der fra 2002-2007 og igen fra 2010 til 2013 var borgmester i Haderslev Kommune, valgt for Socialdemokraterne.
Jens Christian Gjesing er student fra Viborg Katedralskole og cand.mag. i historie og kristendomskundskab fra Københavns Universitet i 1975. Han har været lektor ved Haderslev Katedralskole fra 1976 til 2002, hvor han blev borgmester.
Han blev medlem af Haderslev Byråd i 1982 og var frem til sin første periode som borgmester formand for flere af kommunens stående udvalg. I perioden fra 2007 til 2009 var han kommunens viceborgmester. 
Gennem flere år har Gjesing været KL's repræsentant i Det Kriminalpræventive Råds forretningsudvalg, ligesom han har siddet i flere udvalg i KL.